# وانگ زیائوشوای
وانگ زیائوشوای (چینی ساده: 王小帅; چینی سنتی: 王小帥; پین‌یین: Wáng Xiăoshuài، انگلیسی: Wang Xiaoshuai؛ زادهٔ ۲۲ مهٔ ۱۹۶۶) یک کارگردان، و فیلم‌نامه‌نویس اهل جمهوری خلق چین است.
از فیلم‌ها یا برنامه‌های تلویزیونی که وی در آن نقش داشته است می‌توان به ویولن قرمز اشاره کرد.
وی همچنین برنده جوایزی همچون جایزه هیئت داوران جشنواره فیلم کن شده است.